# Planetário de Campinas
O Planetário de Campinas está localizado no interior do Parque Portugal, conhecido como Lagoa do Taquaral, um dos principais pontos turísticos de Campinas, no Brasil. Desde sua inauguração em 28 de outubro de 1987, este espaço já atendeu mais de 580 mil pessoas em atividades diversas.
O planetário é um multiprojetor com precisão óptica e mecânica que produz, em uma cúpula, inúmeros fenômenos celestes que são vistos a olho nu. Com ele é possível observar o céu de qualquer lugar da Terra e em qualquer época do ano, passado, futuro ou presente. Por isso o Planetário torna-se um dos mais importantes instrumentos pedagógicos para o ensino de Astronomia.
O planetário oferece atividades para o público escolar, em horários pela manhã e à tarde, de segunda a sexta-feira mediante agendamento prévio. A atividade é indicada para todos os alunos a partir da 1ª série do Ensino Fundamental, com duração total de uma hora. Durante a sessão é apresentado o céu noturno e identificados os principais astros que nele aparecem. Também é simulada uma viagem espacial.
Aos domingos é oferecida a sessão aberta ao público, às 16:00 horas, com venda de ingressos a partir das 15:30 horas, com capacidade máxima de 60 lugares e idade mínima de cinco anos.